# مسجد اوغول بیگ
مسجد اوغول بیگ مربوط به دوره قاجار است و در شهرستان تکاب، بخش مرکزی، دهستان افشار، روستای اوغول‌بیگ واقع شده و این اثر در تاریخ ۲۸ شهریور ۱۳۸۶ با شمارهٔ ثبت ۱۹۶۹۰ به‌عنوان یکی از آثار ملی ایران به ثبت رسیده‌است.